# Honorije II. od Monaka
Honorije II. od Monaka (Monako, 24. prosinca 1597. – Monako, 10. siječnja 1662.), monegaški gospodar od 1604. do 1612. i prvi monegaški knez od 1612. do svoje smrti, iz dinastije Grimaldi.

## Životopis

### Monegaški gospodar
Rodio se u monegaškoj vladarskoj obitelji Grimaldi, od oca Herkula Grimaldija i Marije Landi. Godine 1604. ubijen mu je otac te je Honorije u dobi od sedam godina stupio na prijestolje pod regentskom upravom ujaka Frederica Landija, kneza od Vala di Tara., budući da mu je i majka Maria Landi umrla još 1599. godine pri porodu trećeg djeteta, Honorijeve mlađe sestre Marije Claudije.
Budući da je Frederico Landi bio u dobrim odnosima s Kraljevinom Španjolskom, dopustio je 1605. godine španjolsku okupaciju Monaka. Stanovnicima Monaka je bilo zabranjeno nošenje oružja, a Honorije II. je sa sestrama Giovannom i Marijom Claudijom bio poslan u Milano.

### Prvi monegaški knez
Kako bi istaknuo i učvrstio svoj vladarski položaj te naglasio slobodu Monaka u vrijeme španjolske okupacije, Honorije II. je 1612. godine uzeo naslov monegaškog kneza, koji su poslije njega nosili svi njegovi nasljednici. U međuvremenu je dodatno proširio i preuredio stambene objekte đenoveške tvrđave na Stijeni i preoblikovao je u ono što je danas Kneževska palača u Monaku. Da bi ojačao svoju poziciju u međunarodnim krugovima, počeo je dovoditi brojne pjesnike, umjetnike, kipare i glazbenike te je kneževska palača ubrzo postala središte kulture i naobrazbe, poznata širom Europe.
Godine 1616. odstupio je regent Frederico Landi te je Honorije II. preuzeo vlast, iako je novoupostavljena Kneževina Monako i dalje bila pod španjolskom okupacijom. Španjolski kralj Filip IV. priznao je 1633. godine neovisnost Monaka i naslov suverenog kneza, ali se španjolski utjecao u Monaku zadržao sve do 1641. godine kada je francuski kralj Luj XIII. sporazumom iz Péronnea također priznao Honoriju II. naslov kneza te neovisnost i suverenitet Monaka. Istim činom je Monako stavljen pod francusku zaštitu te su posljednji španjolski vojnici morali napustiti Monako.
Budući da je Honorije II. ostao bez svih španjolskih posjeda i plemićkih naslova, francuski kralj Luj XIII. dodijelio mu je naslove vojvode od  Valentinoisa, grofa od Carladèsa, baruna od Buisa i Calvineta, kao i naslov i zemlje St-Rémyja.

## Privatni život
Dana 13. veljače 1616. godine oženio je Ippolitu Trivulzio († 1638.), s kojom je imao sina Herkula. Budući da mu je sin smrtno stradao mlad zbog neispravnog korištenja vatrenog oružja, naslijedio ga je na prijestolju unuk Luj I.

## Vanjske poveznice
- Honorije II. – gouv.mc (engl.)
- Honorije II., knez Monaka – unofficialroyalty.com (engl.)
- Honorije II., prvi vladar Monaka tituliran kao "suvereni knez" – hellomonaco.com (engl.)

| Prethodnik:            | Gospodar Monaka (1604. – 1612.) | Nasljednik:   |
| Herkul (1589. – 1604.) | Gospodar Monaka (1604. – 1612.) | ukinut naslov |

| Prethodnik: | Knez Monaka (1612. – 1662.) | Nasljednik:            |
| novi naslov | Knez Monaka (1612. – 1662.) | Luj I. (1662. – 1701.) |